# Firemen's Parade
Firemen's Parade è un cortometraggio muto del 1911. Il nome del regista non viene riportato nei credit del film, un documentario prodotto dalla Vitagraph.

## Produzione
Il film fu prodotto dalla Vitagraph Company of America.

## Distribuzione
Distribuito dalla General Film Company, il documentario - un cortometraggio di cento metri - uscì nelle sale cinematografiche USA il 24 gennaio 1911. Nelle proiezioni, veniva programmato con il sistema dello split reel, accorpato in un'unica bobina con un altro cortometraggio prodotto dalla Vitagraph, il drammatico It Did Look Suspicious.